# Mushroom 11
Mushroom 11 est un jeu vidéo de plates-formes et de réflexion développé et édité par Untame, sorti en 2015 sur Windows, Mac et Linux.

## Développement
Mushroom 11 a bénéficié d'un financement de l'Indie Fund.

## Accueil

### Critique
- Canard PC : 8/10[1]

### Prix
Le jeu a été nommé dans la catégorie Excellence en Design à l'Independent Games Festival 2014.